# Sun Tours
Sun Tours er et dansk rejsebureau med hovedkontor i Herning. 
Selskabet blev stiftet i 1985 af Lars Glavind Jensen og Jørgen Petersen Fast og startede med hovedkontor i Aarhus. De første gæster blev sendt med busser på campingferie til badebyen Figuera da Foz i Portugal. Senere solgte bureauet tillige flyrejser. I 2014 havde Sun Tours mere end 40.000 rejsende.[kilde mangler]
I 2014 blev Sun Tours en del af Primera Travel, en skandinavisk rejsekoncern bestående af Bravo Tours fra Danmark, Solresor fra Sverige, Solia fra Norge, Matkavekka fra Finland og flyselskabet Primera Air.  